# Валье-Альто
Валье-Альто (исп. Valle Alto) — престижный пригород города Монтеррей, столицы северо-восточного мексиканского штата Нуэво-Леон. Экономически тесно связан с городом Сан-Педро-Гарса-Гарсия, который фактически является современным деловым кварталом в ближайшем пригороде Монтеррея, наподобие Дефанса под Парижем.
Во всей агломерация Монтеррея население составляет порядка 4,1 млн человек, из них в Валье-Альто проживает около 75 000 человек. Согласно годовому отчёту о конкурентоспособности, составленному Давидом Мартинесом Серна (координатор экономических исследований Секретариата экономического развития правительства штата Нуэво-Леон), Валье-Альто вместе с Сан-Педро-Гарса-Гарсия имеют самый высокий ВВП на душу населения среди всех мегаполисов Мексики и Латинской Америки, кроме того это самый безопасный район штата Нуэво-Леон.
Валье-Альто — самое эксклюзивное сообщество в городе Монтеррей, насчитывающее не менее 3500 домохозяйств, которые являются одними из самых высокодоходных в Мексике. Валье-Альто имеет строгие ограничения по дизайну городской среды, большинство улиц и проспектов озеленены, на боковых проездах озеленение отдельных объектов обеспечивает окружающий декор — с дороги видно очень мало домов. Здесь также находятся различные важные частные школы, такие как Международная школа Сан-Роберто, кампус Валье-Альто Prepa Tec и подготовительная школа Университета Монтеррея.